# Temperament
Temperament kallades i äldre psykologi, det vill säga humoralpatologin, arten av en människas personlighet eller sinnesstämning.

## Historik
Den antika temperamentsläran byggde ursprungligen på en sammanställning som den grekiske läkaren Hippokrates (460–370 f.Kr.) gjorde av filosofen Empedokles (490–430 f.Kr.) lära om de fyra elementen – luft, eld, vatten och jord – med sin egen teori om fyra grundläggande kroppssafter – blod, gul galla, slem och svart galla (koagulerat blod?).
Den grekisk-romerske läkaren Galenos (130–200 e.Kr.) kopplade överskottet av dessa kroppsvätskor till olika kroppssjukdomar, och hans elever började använda modellen på beteenden och personlighetstyper på ett sätt som framgår nedan.
Temperamentsläran påverkade medicinen in på 1800-talet. Den ryska neurologen Pavlov (1849–1936) talade fortfarande om hundar med flegmatiskt eller sangviniskt nervsystem. Tanken att kroppstyper och personlighet hör ihop har förts vidare från Galenos till t. ex. Kretschmer, Sheldon och Sjöbring i modern tid men har numera inget vetenskapligt stöd, utom så tillvida att kroppsliga störningar i t. ex. hormon- och nervsystem naturligtvis påverkar psyket.

## De fyra temperamenten
I likhet med läran om de fyra elementen, skapad av filosofen Empedokles, delade Hippokrates in människans temperament, knutna till varsin kroppsvätska, i de fyra slagen sangviniskt (blod), koleriskt (gul galla), flegmatiskt (slem) och melankoliskt (svart galla).
- Det sangviniska temperamentet var livligt, växlande, sorglöst. Ordet kommer av latinets sanguis som betyder blod.
- Det koleriska temperamentet var hetsigt, hetlevrat. Ordet kommer av grekiska chole som betyder gul galla.
- Det melankoliska temperamentet var mycket känsligt, med långsam och djup reaktion. Ordet kommer av grekiska melano chole som betyder svart galla. Se även melankoli.
- Det flegmatiska temperamentet var trögt, lugnt och sävligt, senfärdigt och föga stark i sina känslorörelser, likgiltigt. Ordet kommer av flegma som betyder slem.